# Baojun RC-5

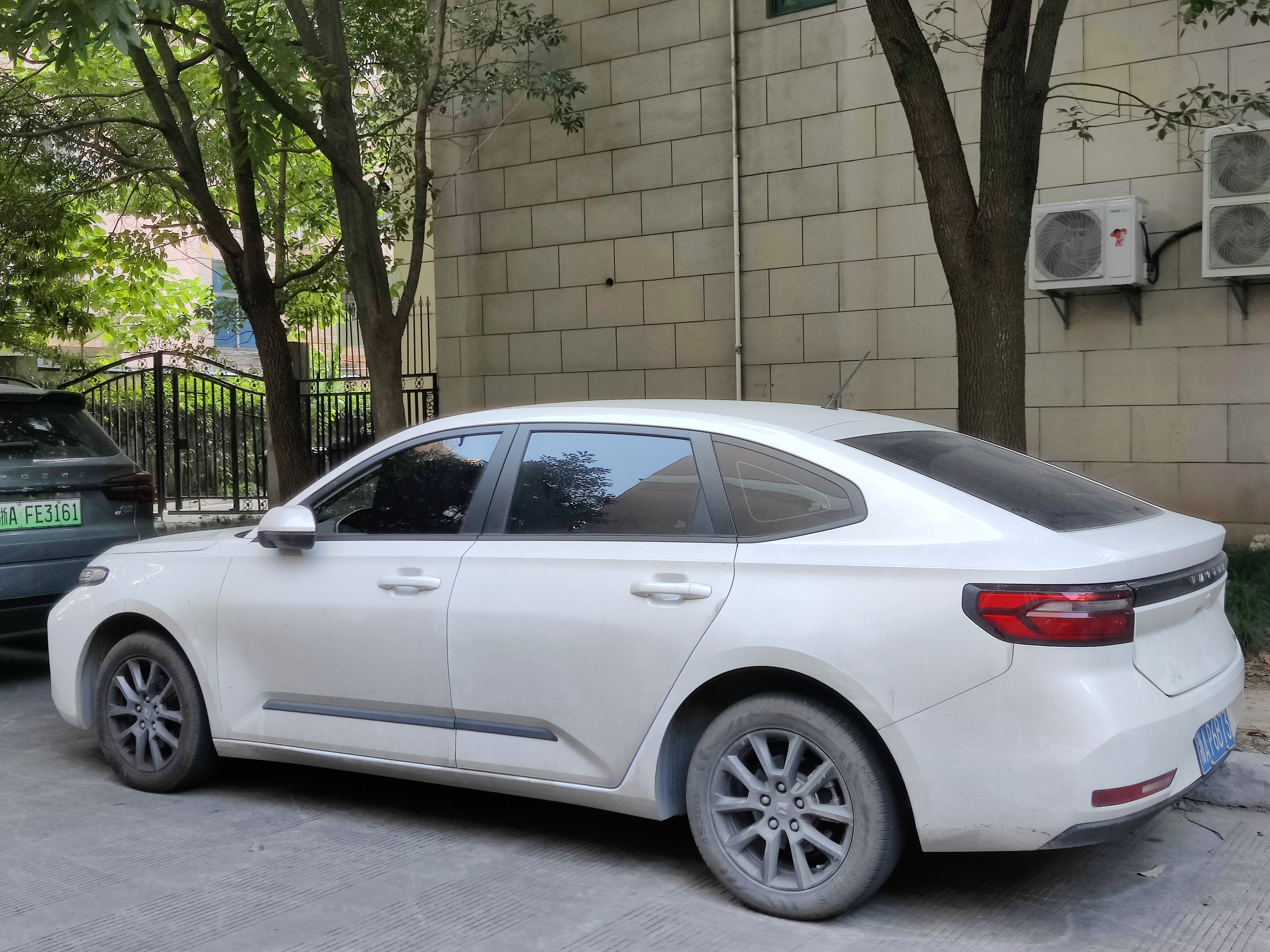
Heckansicht

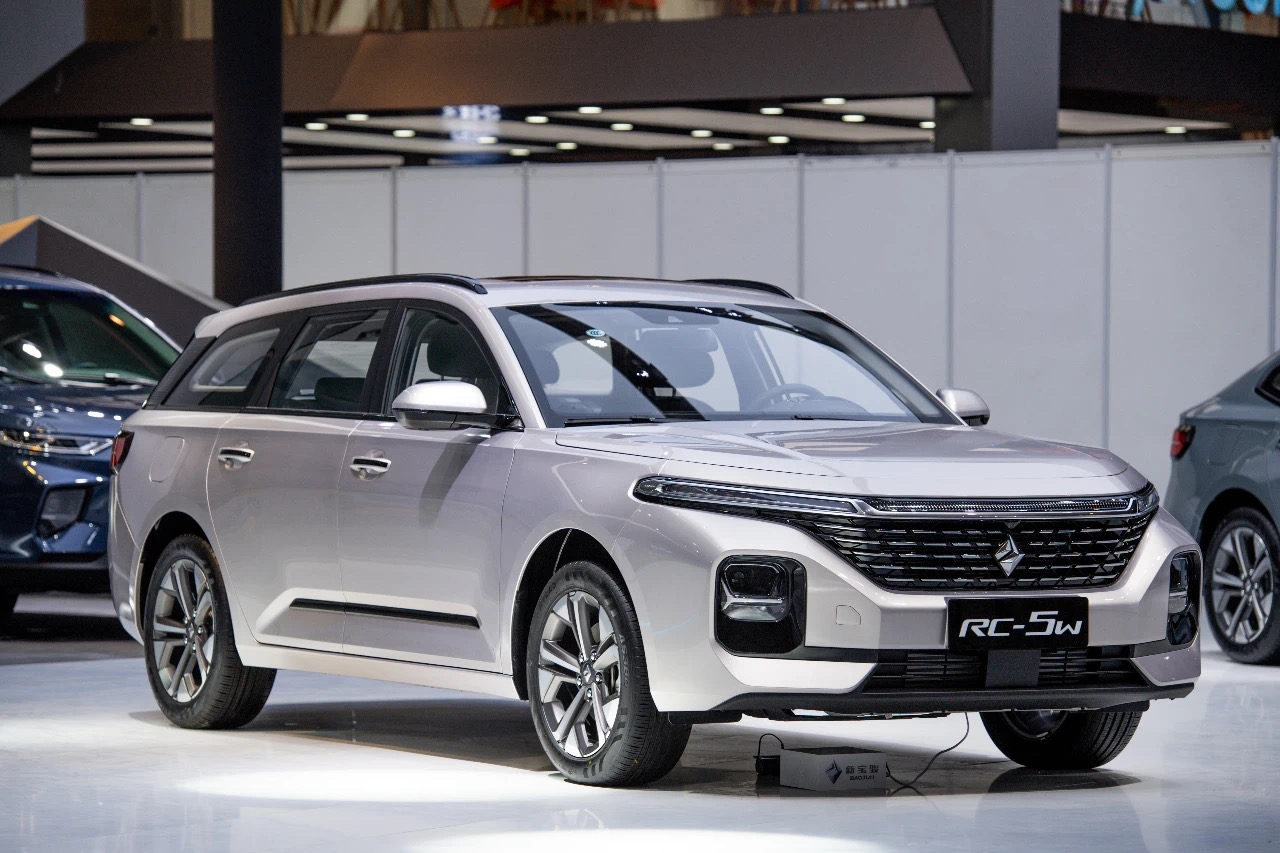
Baojun RC-5W (2020–2021)

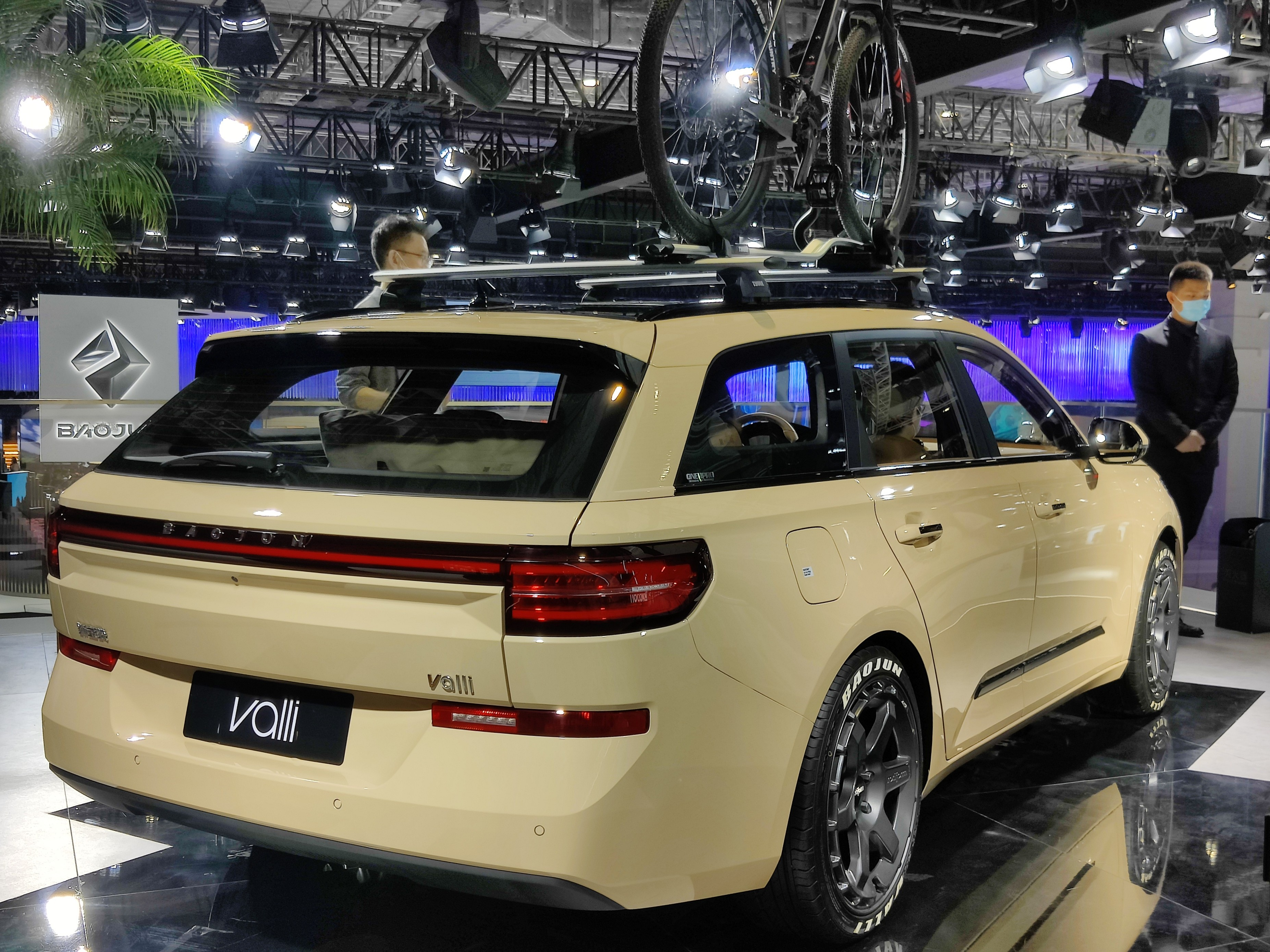
Baojun Valli (2021–2022)

Der Baojun RC-5 ist ein zwischen 2020 und 2022 angebotenes Pkw-Modell der Kompaktklasse der zum chinesischen Automobilhersteller SAIC GM Wuling gehörenden Marke Baojun. Er ist das Nachfolgemodell des 2019 eingestellten Baojun 630 und unterhalb des Baojun RC-6 positioniert.

## Geschichte
Vorgestellt wurde das Fahrzeug im Juni 2020 im Rahmen der Chongqing Auto Show. Auf den chinesischen Markt kam es im August 2020 als Kombilimousine RC-5 und Kombi RC5-W in den Handel. Bereits nach sieben Monaten überarbeitete Baojun den RC-5W. Ab Juni 2021 wurde er als Baojun Valli vermarktet.

## Technische Daten
Zwei 1,5-Liter-Ottomotoren standen für den RC-5 zur Wahl. Die schwächere Variante hat eine Leistung von 73 kW (99 PS), die stärkere hat einen Turbolader und 108 kW (147 PS).
|                                            | 1.5                       | 1.5T                      |
| ------------------------------------------ | ------------------------- | ------------------------- |
| Bauzeitraum                                | 08/2020–08/2022           | 08/2020–08/2022           |
| Motorkenndaten                             |                           |                           |
| Motorart                                   | Ottomotor                 | Ottomotor                 |
| Motorbauart                                | Reihen-Vierzylindermotor  | Reihen-Vierzylindermotor  |
| Motoraufladung                             | —                         | Turbolader                |
| Hubraum                                    | 1485 cm³                  | 1451 cm³                  |
| max. Leistung bei min−1                    | 73 kW (99 PS) / 5800      | 108 kW (147 PS) / 5200    |
| max. Drehmoment bei min−1                  | 143 Nm / 3400–4400        | 250 Nm / 2200–3400        |
| Kraftübertragung                           |                           |                           |
| Antrieb                                    | Vorderradantrieb          | Vorderradantrieb          |
| Getriebe, serienmäßig                      | 6-Gang-Schaltgetriebe     | 6-Gang-Schaltgetriebe     |
| Getriebe, optional                         | (Stufenloses Getriebe)    | (Stufenloses Getriebe)    |
| Messwerte                                  |                           |                           |
| Höchstgeschwindigkeit                      | 160 km/h (160 km/h)       | 170 km/h (170 km/h)       |
| Beschleunigung, 0–100 km/h                 | k. A. (k. A.)             | k. A. (9,9 s)             |
| Kraftstoffverbrauch auf 100 km, kombiniert | 6,2 l Super (6,7 l Super) | 6,5 l Super (6,8 l Super) |
| Tankinhalt                                 | 48 l                      | 48 l                      |
| Abgasnorm                                  | China VI                  | China VI                  |

* Werte in runden Klammern gelten für Modelle mit optionalem Getriebe.